# Nuestra Señora del Rosario (Vegueta)
Nuestra Señora del Rosario es una imagen de la Virgen María que se encuentra en la parroquia de Santo Domingo de Guzmán en el barrio de Vegueta, barrio del cual es patrona en Las Palmas de Gran Canaria, Canarias.

## Autor
La imagen de la Virgen es obra del escultor orotavense Fernando Estevez de Salas, siendo una imagen de las llamada de candelero fechada posterior a 1820. 
La Virgen sostiene al Divino Infante en su brazo izquierdo y porta el santo rosario en la mano derecha, símbolo de su advocación. Preside su capilla en la nave de la Epístola de la parroquia de santo Domingo de Guzmán.

## Devoción
La imagen de la Santísima Virgen del Rosario es la primera devoción de la parroquia de santo Domingo y goza de gran devoción en el barrio de Vegueta de la cual es patrona, siendo la única imagen mariana del barrio histórico de la ciudad que goza de fiestas populares. 
El sábado anterior a su festividad litúrgica tiene lugar la romería-ofrenda en su honor.
Desde el 29 de septiembre al 7 de octubre se consagra en su honor un solemne novenario, que finaliza en el día de su festividad litúrgica.
Realiza su salida procesional el primer domingo de octubre, siendo acompañada en los últimos años por la imagen de santo Domingo de Guzmán, realizada también por Fernando Estevez de Salas en 1829 y que se venera en la capilla de san Blas, anexa a la parroquia de santo Domingo.